# Steenduif
De steenduif (Columbina talpacoti) is een vogel uit de familie Columbidae (Duiven).

## Kenmerken
Het verenkleed heeft een bruinrode rug met zwarte vlekken. De bovenkop en de nek zijn grijsgroen. Hals, borst en onderzijde zijn lichtroze.

## Verspreiding en leefgebied
Deze soort komt wijdverspreid voor in Midden- en Zuid-Amerika en telt vier ondersoorten:
- C. t. eluta: westelijk Mexico.
- C. t. rufipennis: van zuidoostelijk Mexico tot noordelijk Colombia en noordelijk Venezuela en Trinidad en Tobago.
- C. t. caucae: westelijk Colombia.
- C. t. talpacoti: van oostelijk Ecuador en Peru tot de Guiana's, Brazilië en centraal Argentinië.

## Status
De grootte van de populatie is in 2019 geschat op 0,5-5 miljoen volwassen vogels. Op de Rode lijst van de IUCN heeft deze soort de status niet bedreigd.